# In nuce

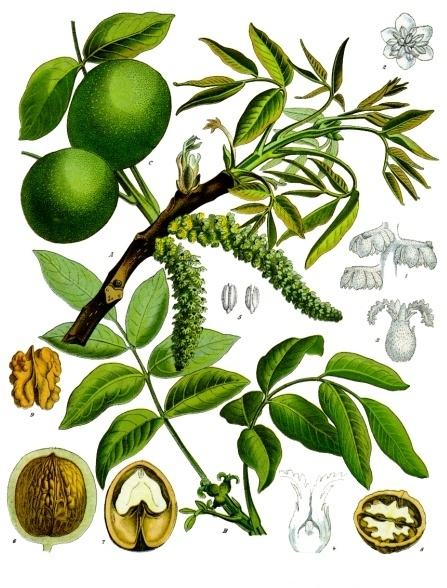
Közönséges dió

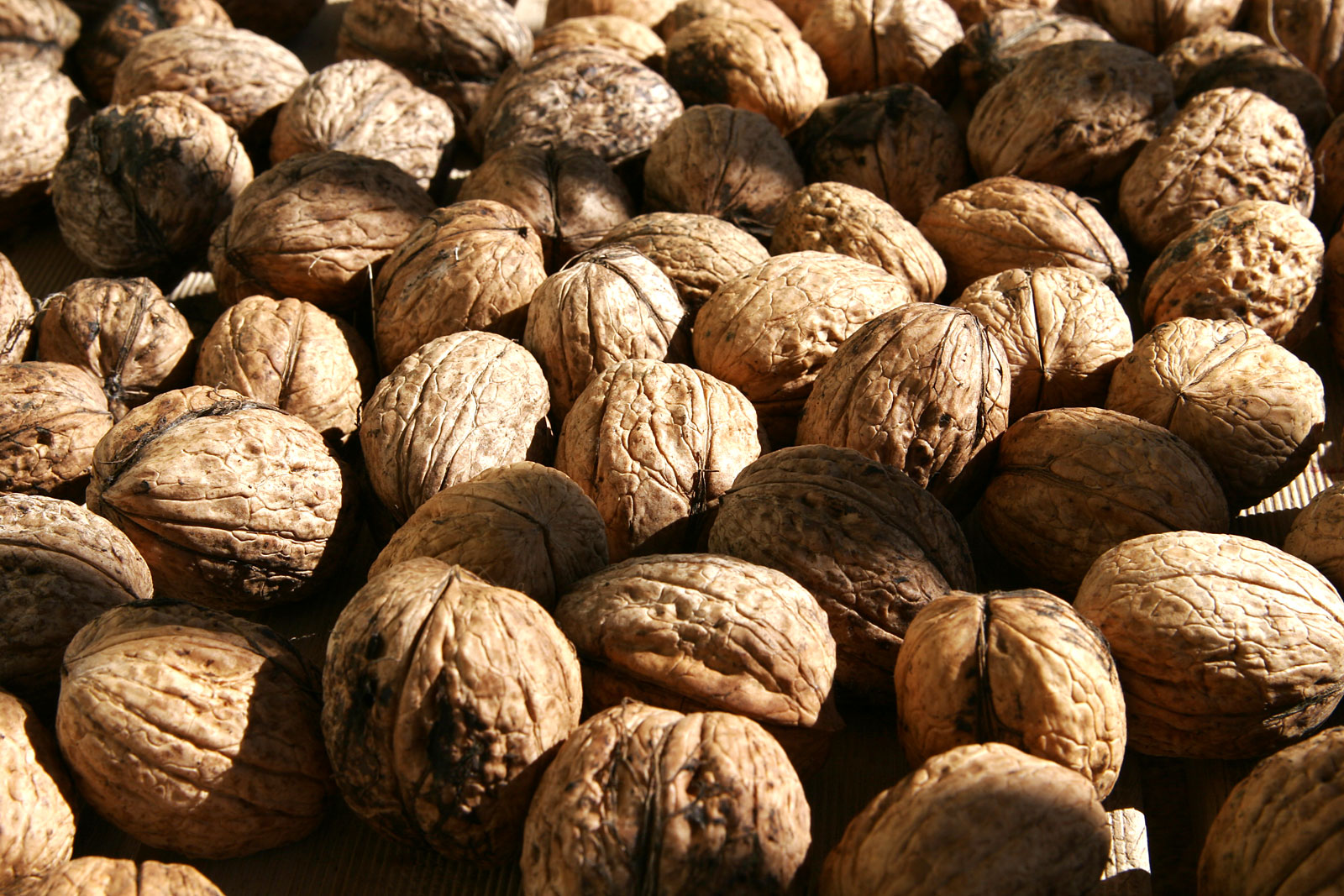
Diótermés

Az in nuce (ejtsd: in núce) latin eredetű kifejezés, jelentése: dióhéjban, röviden. A latin nux, -ucis f (jelentése dió, kemény héjú gyümölcs, diófa) szóból és az in (jelentése ablativusszal -ban, -ben) prepozícióból ered.
A könyvészetben az úgynevezett dióhéjkiadások, miniatűr (gyémánt) kiadások neve, amely onnan ered, hogy voltak olyan kicsiny méretű könyvek, amelyek szinte egy dióhéjban is elfértek.